# Mary-Cooke Branch Munford
Mary-Cooke Branch Munford (15 septembre 1865 - 3 juillet 1938) est une militante américaine de Virginie qui a soutenu les droits des femmes, les droits civils, le droit de vote des femmes et l'éducation.

## Biographie
Mary-Cooke Branch est originaire de Richmond, en Virginie ; elle était la plus jeune fille de James Read Branch et de Martha Louise Patterson Branch,. Sa famille, d'origine anglaise, était impliquée dans la vie locale ; son grand-père, Thomas Branch, avait servi dans le Congrès confédéré et ses neveux comprenaient l'écrivain James Branch Cabell et le prédicateur épiscopal Walter Russell Bowie.
Son père s'est noyé accidentellement trois ans après sa naissance. Elle a grandi dans une famille riche, mais dès son plus jeune âge, elle s'est intéressée aux questions de protection sociale, une passion qui s'est intensifiée après son mariage, le 22 novembre 1893, avec Beverley Bland Munford, ue avocat également actif dans le domaine social. Dans les années 1890, elle a fondé un club du samedi après-midi, dont les réunions hebdomadaires attiraient des femmes des échelons supérieurs de la société de Richmond. Dès qu'elle a compris que leur intérêt était de discuter de sujets raffinés plutôt que de problèmes de la vie civique, elle s'en est retirée.
La réforme de l'éducation était un domaine d'intérêt particulier pour Mary Munford, et auquel elle a consacré beaucoup d'attention au cours de sa vie. Elle a occupé divers postes de direction au sein de la Cooperative Education Association of Virginia, fondée en 1903, et était l'une des cinq femmes impliquées dans la fondation de la Richmond Education Association qui a commencé sa vie en 1901. Elle a promu l'éducation publique, qui à l'époque recevait peu de financement dans la majeure partie de la Virginie. Le groupe de Richmond était une émanation d'une organisation nationale et se concentrait principalement sur les régions rurales de l'État. Lors de ses conférences annuelles, les membres visitaient souvent les établissements d'enseignement afro-américains du Sud des États-Unis, comme l'université de Hampton.
Mary Munford avait fait ses études à Richmond et à New York, mais regrettait de ne pas avoir été autorisée à fréquenter l'université malgré son profond désir. Par conséquent, elle a travaillé pour améliorer l'accès à l'enseignement supérieur pour les femmes. Elle a tenté, via la Co-ordinate College League, de fonder un collège à University of Virginia dédié à l'éducation des femmes blanches. Une législation a été introduite à l'Assemblée générale de Virginie, mais elle a été rejetée principalement par le biais d'anciens élèves de l'université et échoua de deux voix lors de l'Assemblée générale de Virginie en 1916. Une inscription à l'école commémore ses efforts. Néanmoins, Mary Munford est devenue membre de l'University's Board of Visitors en 1926 - la troisième femme pour remplir ce rôle - et après sa mort, un bâtiment sur le campus a été baptisé en sa mémoire. Elle a eu plus de succès pour convaincre le Collège de William et Mary pour ouvrir ses portes aux femmes en 1918, et en mars 1920, elle est devenue la première femme à siéger au Board of Visitors de cette école. La même année, elle a rejoint le Richmond School Board, devenant ainsi la première femme à y siéger. Elle a également travaillé pour améliorer les possibilités de formation des enseignants dans le Commonwealth of Virginia. En 1931, elle réussit à persuader le conseil scolaire de Richmond d'inverser sa politique discriminatoire à l'égard des femmes mariées qui enseignaient dans les écoles de la ville.
Outre les organisations éducatives, Mary Munford a été membre de nombreux autres clubs et groupes civiques au cours de sa carrière. Il s'agissait notamment du Woman's Committee of the Council of National Defense, de la Equal Suffrage League of Virginia, de la National Municipal League, de la National Consumer's League, du National Child Labor Committee, de la Young Women's Christian Association, du Woman's Club of Richmond et le Virginia Agricultural Council of Safety. Avec la ratification du Dix-neuvième amendement de la Constitution des États-Unis, elle a commencé à siéger au conseil d'administration de la League of Women Voters de Virginie, ainsi qu'à la section locale de Richmond. Elle a également été nommée au Comité national démocrate en 1920. Elle a organisé la Virginia Inter-Urban League, siégé au conseil d'administration de l'université Fisk, et a été active en tant qu'administrateur pour la National Urban League. Pendant la Première Guerre mondiale, elle a contribué aux efforts de défense nationale.
Après la mort de son mari en 1910, elle se concentra davantage sur les droits des Noirs. Elle est devenue une avocate de la coopération interraciale, adoptant une attitude paternaliste envers les Afro-Américains dans la lignée de celle adoptée par beaucoup de gens de sa classe sociale dans le Sud. À la mort de son père, lors d'un rassemblement soutenant la droit de vote des Noirs, elle a estimé qu'il s'était sacrifié à la cause. Avec Janie Porter Barrett (en), elle a aidé à organiser la Virginia Industrial School for Coloured Girls en 1915, siégeant à son conseil d’administration. Elle n’a jamais reconnu directement la ségrégation, mais a néanmoins œuvré pour aider les communautés noires sous-financées et les quartiers de Richmond.
Mary Munford est décédée à Richmond et a été enterrée au Hollywood Cemetery, où sa pierre tombale rend hommage à son héritage en tant que réformatrice de l'éducation L'école primaire Mary Munford, située dans le West End de sa ville natale de Richmond, en Virginie, a été nommée en son honneur un repère historique détaillant sa contribution à l'éducation en Virginie s'y trouve. Munford Hall sur le campus de l'université de Virginie a été le premier dortoir pour femmes, et abrite depuis une partie de l'International Residential College. Une salle à William and Mary porte également son nom. Ses papiers sont détenus par la Bibliothèque de Virginie (en).